# Kirsten Barnesová
Kirsten Barnesová, nepřechýleně Kirsten Barnes (* 26. března 1968, Londýn, Spojené království) je bývalá kanadská veslařka. Na olympijských hrách 1992 v Barceloně získala dvě zlaté medaile. Byla členkou vítězných posádek osmy a čtyřky bez kormidelnice. Podobného úspěchu dosáhla na MS 1991, kde též získala zlaté medaile na osmě a na čtyřce bez kormidelnice.